# Lur, Tanums kommun
Lur är kyrkbyn i Lurs socken och en småort i Tanums kommun i Bohuslän. 
I samhället finns Lurs kyrka, Lurs skola med förskola samt låg- och mellanstadium klass 1-6.
I Lurs samhälle finns en snickerifabrik som tillverkar ytterdörrar, Lurs dörr AB.